# Enigma Lake
Der Enigma Lake (auch Lake Enigma, englisch für Rätselhafter See) ist ein 1000 m langer und 450 m breiter See an der Scott-Küste des ostantarktischen Viktorialands. In den Northern Foothills liegt er 5 km östlich des Mount Abbott und 3,5 km südwestlich der Mario-Zucchelli-Station am Ufer der Terra Nova Bay in einer Höhe von 174 m.
Der neuseeländische Glaziologe Trevor J. H. Chinn (1937–2018) entdeckte und benannte ihn im Zuge der GANOVEX IV (1984–1985). Namensgebend ist ein rätselhafter Sedimentbereich auf dem Eis im Zentrum des Sees.

## Bohrung
Während der 25. Italienischen Antarktisexpedition (November 2019 bis Januar 2020) wurden nacheinander drei verschiedene Ansätze durchgeführt, um den permanent von ca. 9 m Eis bedeckten See anzubohren; dieser war geschätzt etwa 14 Millionen Jahre von der Umwelt abgeschlossen.
Über das Ergebnis berichteten Francesco Smedile et al. im Dezember 2024: Unter den gefundenen Bakterien waren Vertreter der Pseudomonadota, Actinobacteriota, Bacteroidota und Patescibacteria (in nicht erwarteter Fülle) in der subglazialen Wassersäule; am Boden befanden sich teppichartige Matten von Cyanobakterien. Infolgedessen hat die Wassersäule des Sees einen ungewöhnlich hohen Gehalt an gelöstem Sauerstoff – nicht das übliche Habitat für Patescibacteria.
Diese waren zuvor zwar in anderen sauerstoffarmen Umgebungen in der Antarktis gefunden worden, aber noch nie in einem eisbedeckten See. Patescibacteria sind sehr klein und haben einen einfachen Metabolismus. Ihnen fehlen viele der üblichen Fähigkeiten von Bakterien, weshalb sie in der Regel in intrazellulärer Symbiose in anderen Bakterien oder Archaeen als Wirte leben. 
Möglicherweise spielen sie im Ökosystem dieses Sees eine besondere Rolle, anders als in anderen Seen der Antarktis.